# ISTV Juiz de Fora
ISTV Juiz de Fora é uma emissora de televisão brasileira sediada em Juiz de Fora, cidade do estado de Minas Gerais. É afiliada à ISTV. O canal pertence a Fundação Educativa Pio XII de Radiodifusão. Anteriormente o grupo foi proprietário da TV Tiradentes (hoje TV Alterosa Zona da Mata). Atualmente a fundação também mantém a Rádio On FM 107,7 MHz.

## História
Fundada como TVE Pio XII o canal, no seu início, apenas retransmitia a programação da TV Educativa do Rio de Janeiro. Idealizada por Josino Aragão, que já possuía na época o Colégio Pio XII e a Rádio Nova Cidade, a TV nasceu da ideia de trazer um conteúdo educativo de TV para a cidade de Juiz de Fora. Se tornou afiliada da Rede Minas em 1992, posteriormente assumindo a afiliação também com a TV Cultura. Em junho de 2016, depois de anos retransmitindo a Rede Minas e a TV Brasil, se tornou afiliada a TV Cultura.
No dia 18 de dezembro de 2018, a emissora saiu do ar em virtude do encerramento das transmissões analógicas e não tinha conseguido a tempo digitalizar seu sinal. Em 10 de agosto de 2021, a emissora retornou ao ar através do canal 28 UHF digital (virtual 12.1) como afiliada da ISTV.